# Фејруз
Нухад Вади Хадад (арап. نهاد وديع حداد; рођена 21. новембра 1934.), познатија као Фејруз (арап. فيروز) је либанска певачица. Многи је сматрају једним од водећих вокала и најпознатијих певачица у историји арапског света.     Фејруз се сматра музичком иконом Либана и популарно је познатa као "душа Либана".
Рођена је у сиријској оријентално-православној и маронитској хришћанској породици. Њен отац је рођен у Мардину у Турској. Породица се касније преселила у кућу у уличици од калдрме званој Зукак ел-Блат у Бејруту. 
Фејруз се 23. јануара 1955. удала за Асија Рахбанија, једног од браће Рахбани који су помогли у обликовању њене певачке каријере  Фејруз и Аси Рахбани су имали четворо деце: Зиада (рођен 1956), композитора, драматурга и пијанисту; Халија (рођен 1958, парализован од раног детињства после менингитиса); Лајал (рођен 1960, умро 1988 од можданог удара), такође композитор; и Риму (рођена 1965), фотограф и филмска редитељка. Она је грчке православне вере, пошто се преобратила када се удала за Асија Рахбанија.